# Flora-Elisa Schröder
Flora-Elisa Schröder (* 1988) ist eine deutsche Politikerin (SPD). Seit 2022 ist sie Abgeordnete im Landtag des Saarlandes.

## Leben

### Berufliche Karriere
Flora-Elisa Schröder legte 2008 ihr Abitur an der Gesamtschule Sulzbach ab. Anschließend besuchte sie die Euro-Schule Trier und ließ sich zur Europasekretärin ausbilden. Von 20111 bis 2013 arbeitete sie bei der Friedrich-Ebert-Stiftung in Berlin. Von 2014 bis 2016 war sie Personalsachbearbeiterin bei C+F Automotive in Neunkirchen  und von 2016 bis 2018 Verwaltungsfachangestellte beim Knappschaftsklinikum Saar in Püttlingen. Es folgte eine Assistenzstelle bei AIDA Cruises. Vor der Übernahme des Mandates im Landtag arbeitete Flora Schröder ab 2019 als Verwaltungsfachangestellte an der Hochschule für Musik Saar.

### Politische Karriere
Flora-Elisa Schröder ist seit dem 1. September 2010 Mitglied der SPD und im Regionalverband Saarbrücken aktiv.
Bei der Landtagswahl im Saarland 2022 erhielt sie für den Wahlkreis Saarbrücken ein Abgeordnetenmandat im Landtag des Saarlandes.  In ihrer Fraktion ist sie Sprecherin für Natur- und Artenschutz sowie Tierschutzpolitik.
Schröder ist Mitglied der überparteilichen Europa-Union Deutschland, die sich für ein föderales Europa und den europäischen Einigungsprozess einsetzt.

### Privatleben
Flora Schröder engagiert sich ehrenamtlich als Vorstandsmitglied im Tenniszentrum Sulzbachtal und dem Alpenskiclub Dudweiler sowie als Mitglied des Stiftungsrat der Tierschutzstiftung Saar. Sie ist außerdem Mitglied des Faschingsvereins Die Hofer Narren FC 1911 in Neuweiler.